# Maryna Solatawa
Maryna Solatawa (belarussisch Марына Васільеўна Золатава, russisch Марина Васильевна Золотова; * 6. November 1977 in Minsk, Belarus) ist eine belarussische Journalistin und politische Gefangene. 2004 wurde sie die Chefredakteurin von TUT.BY. Nascha Niwa kürte sie 2018 zur Person des Jahres.

## Frühes Leben, Ausbildung und Karriere
Sie wurde 1977 in Minsk geboren. Sie hat zwei Hochschulabschlüsse. Ein Abschluss war an der Belarussischen Staatlichen Universität, wo sie ein Diplom im Fach Philologie erwarb. Der zweite Abschluss bezog sich auf die Aspirantur am Institut für Linguistik der Nationalen Akademie der Wissenschaften von Belarus. Sie spricht Bulgarisch als Fremdsprache.
Sie arbeitete am Institute der wissenschaftlichen Probleme und für die Nachrichtenagentur BelaPAN. Im Frühjahr 2004 übernahm sie eine Stelle beim Web-Portal TUT.BY. Im selben Jahr wurde sie die Chefredakteurin der Website.

### „BelTA-Fall“
Am 7. August 2018 wurde das TUT.BY Büro durchsucht. Solatawa wurde danach eingesperrt. Sie wurde gemäß Artikel 425 Teil 2 des Strafgesetzbuches der Republik Belarus (Untätigkeit einer Funktionärin) angeklagt, da sie angeblich den Zugang zum BelTA-Newsfeed ohne bezahltes Konto ermöglicht. Am 4. März 2019 befand das Sawodski-Bezirksgericht Minsk Solatawa für schuldig. Sie wurde zu einer Geldstrafe in 300 Basiseinheiten verurteilt. Der „BelTA-Fall“ gab Anlass zu einer negativen Reaktion einer Reihe von EU-Staaten und -Institutionen, insbesondere der Hohen Vertreterin der EU für Außen- und Sicherheitspolitik Federica Mogherini, der Europarat und dem Auswärtige Amt, dem UN-Sonderberichterstatter für Belarus Miklós Haraszti, den Vereinigten Staaten sowie internationalen Menschenrechtsorganisationen.

### Politische Verfolgung (seit 2021)
Sie wurde am 18. Mai 2021 zusammen mit anderen Mitarbeitern von TUT.BY festgenommen, als gegen sie alle ein Strafverfahren eingeleitet wurde. Ihre Anklage lautet Beihilfe zur Steuerhinterziehung. Am 25. Mai 2021 gaben neun Organisationen (Wjasna, der Belarussische Journalistenverband, das Belarussische Helsinki-Komitee u. a.) eine gemeinsame Erklärung ab und erkannten alle 15 festgenommenen TUT.BY-Mitarbeiter als politische Gefangene an. Am 14. September 2021 übernahm Alois Rainer, Mitglied des Deutschen Bundestages, die Patenschaft für die politische Gefangene.
Im März 2023 wurde Solatawa zu 12 Jahren Haft in einer Strafkolonie des Generalregimes verurteilt.

## Auszeichnungen
- „Person des Jahres“ laut Nascha Niwa (2018)[12]
- nach Ales Lipaj (der Gründer von BelaPAN) benannten Preis „Die Ehre des Journalismus“ (2019)[13]

## Bewertungen
Die Witwe des Gründers von TUT.BY Jury Zisser Julija Tscharnjauskaja nannte Solatawa „die Mutter von TUT.BY“.

## Persönliches Leben
Sie ist verheiratet, hat eine Tochter, Nadseja, und einen Sohn, Fjodar.